# Triangolo d'oro (Parigi)

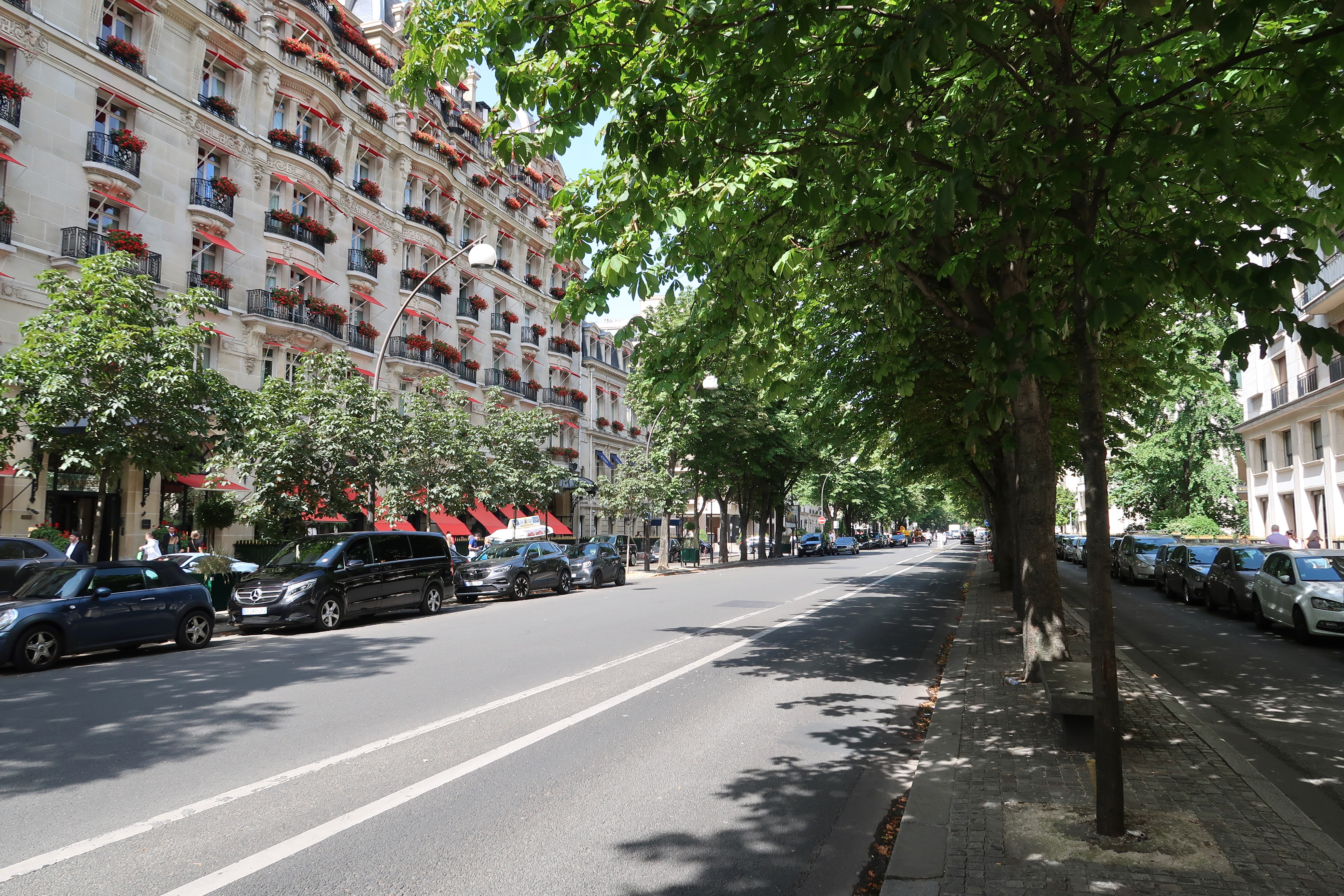
L'avenue Montaigne, che delimita il triangolo d'oro

Il triangolo d'oro è una parte del quartiere degli Champs-Élysées dell'VIII arrondissement di Parigi.

## Descrizione

Triangle d'or, Paris

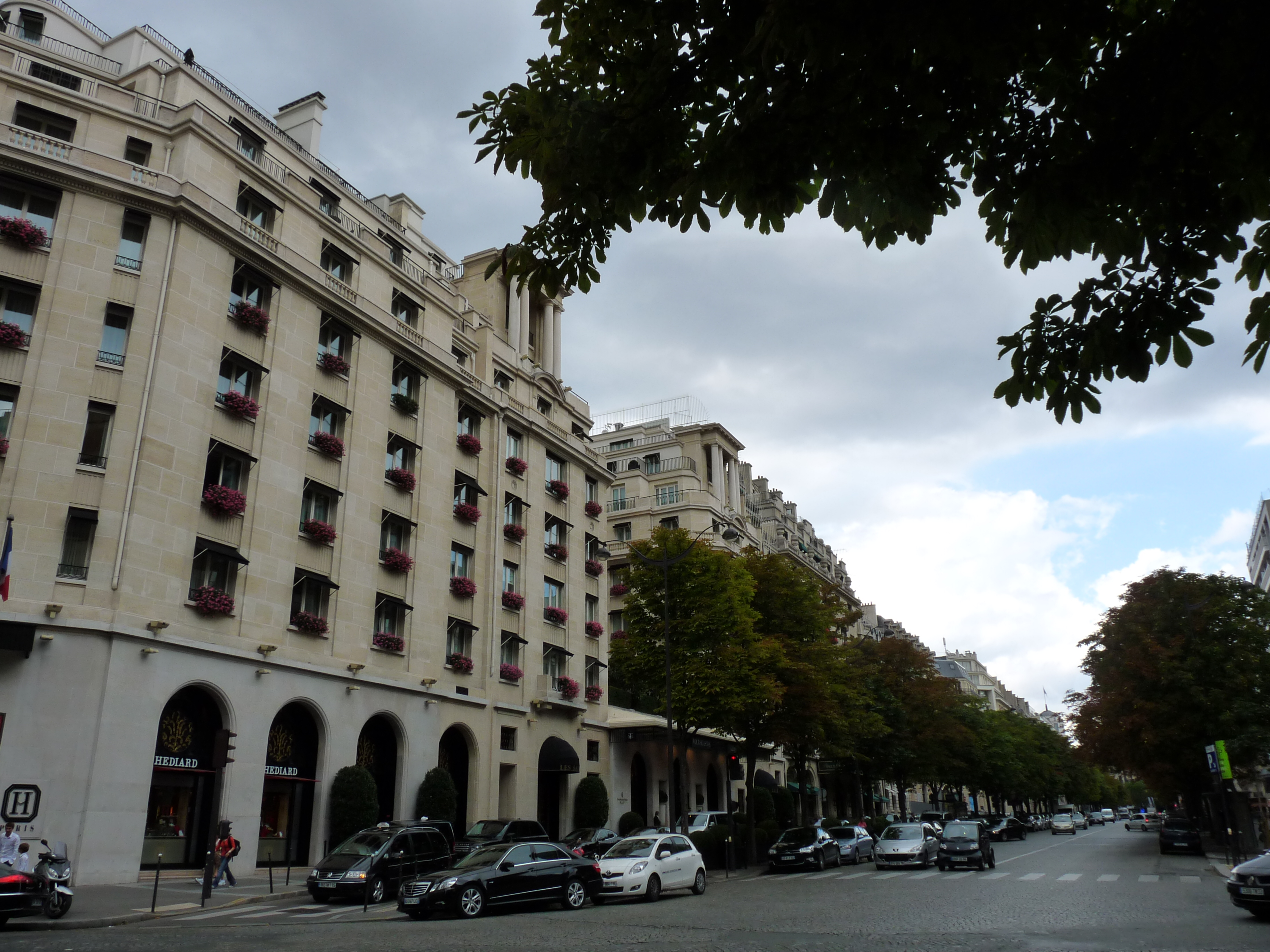
L'avenue George V

Il triangolo d'oro è delimitato dall'avenue Montaigne, dell'avenue des Champs-Élysées e dall'avenue George V, ed è abitato da famiglie benestanti, da imprese e da negozi di lusso. In particolare vi si trovano hotel come il Plaza Athénée (avenue Montaigne) e il Fouquet's Barrière (avenue George-V); Artcurial alla rotonda Champs-Élysées-Marcel-Dassault e al cabaret Crazy Horse sull'avenue George-V. La sede sociale del LVMH si trova nel triangolo d'oro, al 22 di avenue Montaigne.
Il quartiere si estende su una dozzina di ettari. Il prezzo degli immobili al metro quadro va da 20 000 a 30 000 Euro.
A sud-est dell'avenue Montaigne si estende il «piccolo triangolo d'oro», articolato attorno alla piazza Francesco I ed è delimitato a sud dalla Senna e dal Corso Alberto I, a nord dalla rotonda Champs-Élysées-Marcel-Dassault e a est dall'avenue Franklin-D.-Roosevelt. Il prezzo degli immobili è qui leggermente superiore a quello del suo vicino facendo di questa zona una delle più costose di Parigi.

## Storia

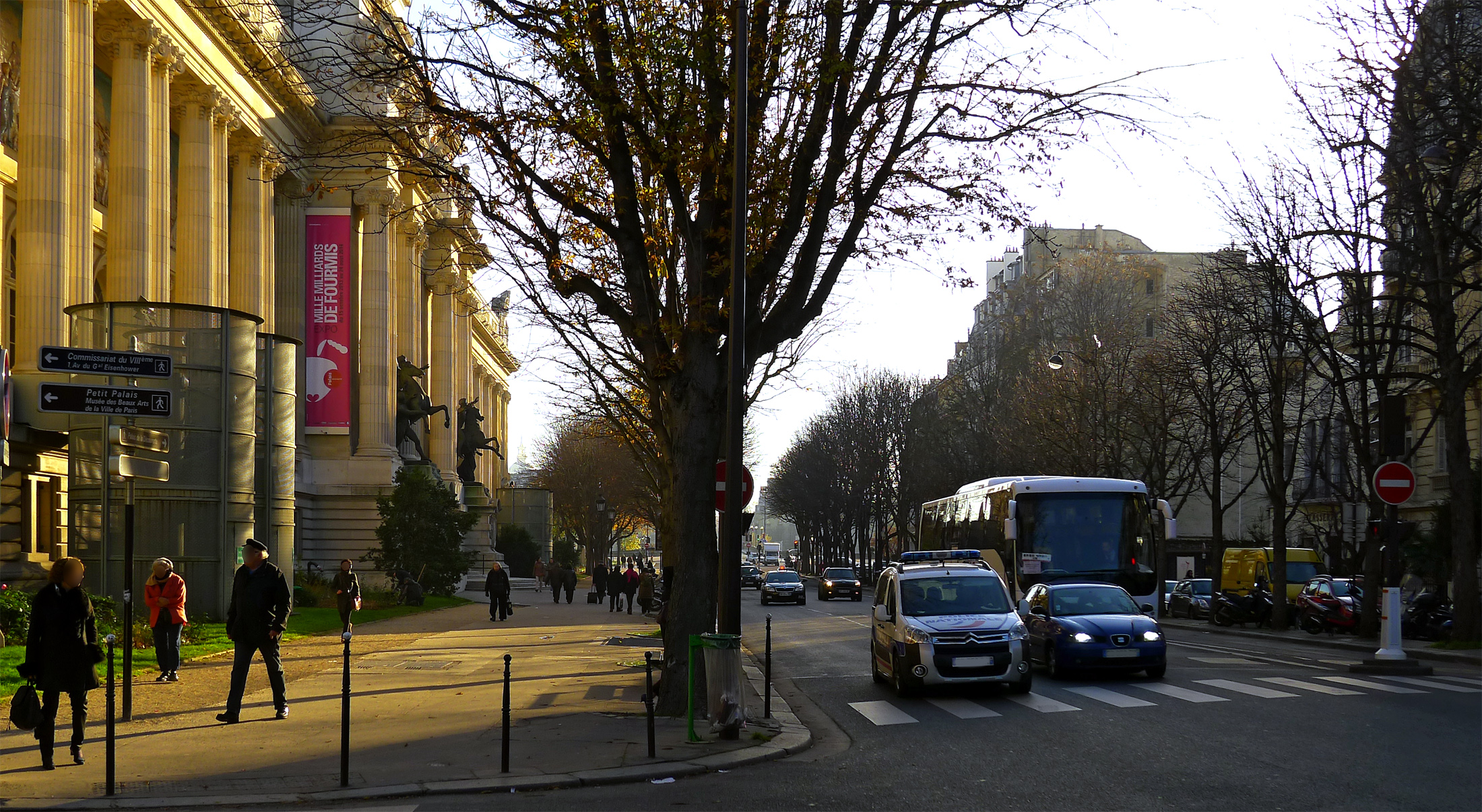
L'avenue Franklin-Roosevelt, già avenue d'Antin

La rivoluzione del 1848 spinse i Parigini fortunati a lasciare la place des Vosges per investire nell'VIII arrondissement allora in sviluppo. Nel 1909, il couturier Paul Poiret installò la sua attività al 26 di avenue d'Antin (dal 1945 avenue Franklin-D.-Roosevelt); egli si trascinò dietro numerose case di moda, facendo a poco a poco del quartiere l'epicentro dell'eleganza parigina a detrimento del quartiere della place Vendôme, altro luogo della moda durante un mezzo secolo.
Nel 1928, il Fouquet's apre una boutique al 22 di Rue François-Ier.
La loro attuale presenza comincia a configurarsi dopo la seconda guerra mondiale. La popolarizzazione recente dei Champs-Élysées ha provocato una tendenza quasi generale dei couturier verso il triangolo d'oro.
Nel 2001 la parte delle residenze occasionali e secondarie oltrepassa il 20 % nel triangolo d'oro.